# 柑桔皺葉刺節蜱
柑桔皺葉刺節蜱（学名：Phyllocoptruta oleivora）为節蜱科皺葉刺節蜱屬下的一个种。